# Wohnhausgruppe Fedelhören

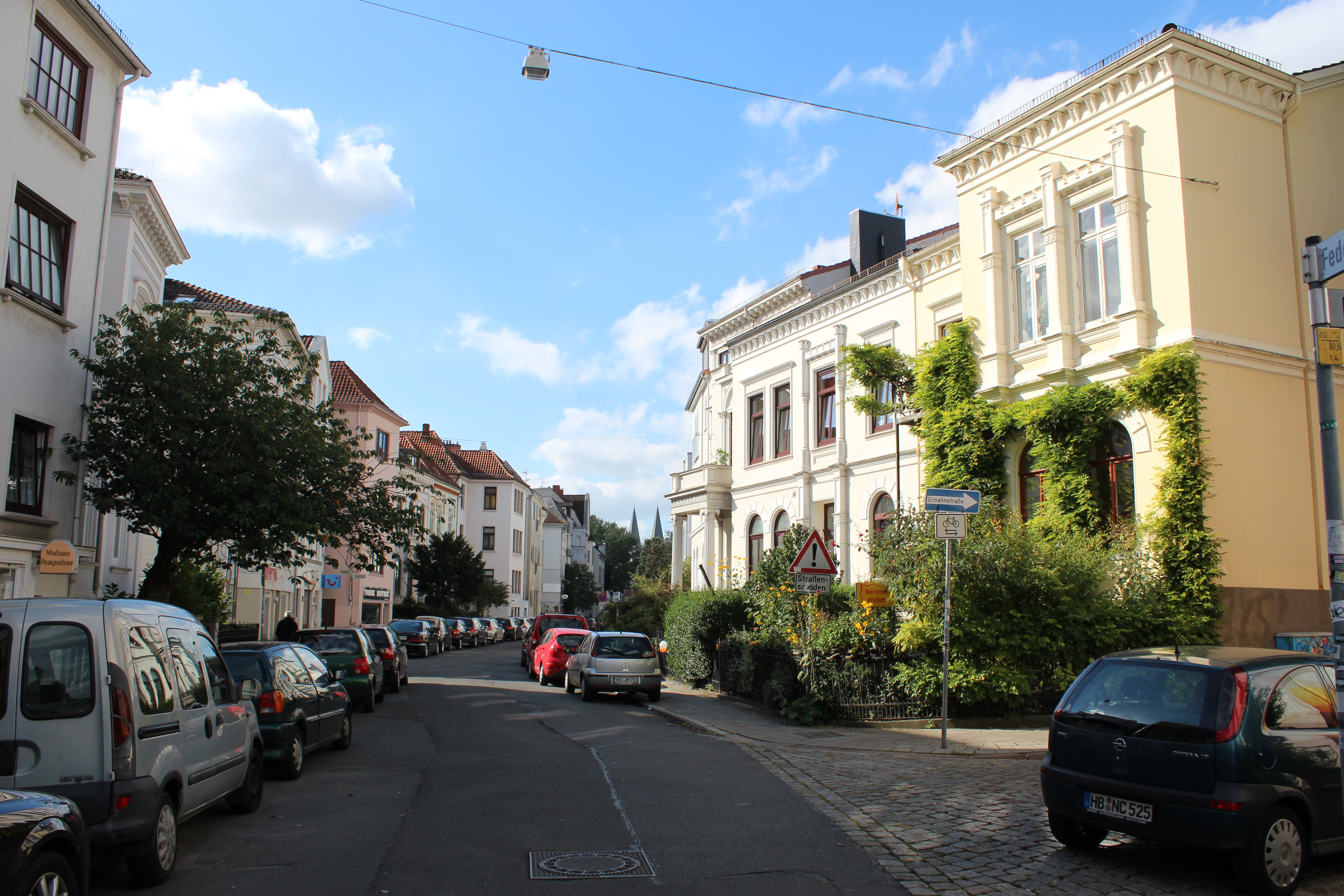
Wohnhausgruppe Fedelhören

Die Wohnhausgruppe Fedelhören befindet sich in Bremen, Stadtteil Mitte, Ortsteil Ostertor, Fedelhören 40 bis 63. Die Wohnhausgruppe entstand 1860/1865 nach Plänen von verschiedenen Architekten. 
Das Ensemble steht seit 1976 unter Bremer Denkmalschutz.
Die Straße Fedelhören führt in Ost-West-Richtung von Am Dobben bis zum Präsident-Kennedy-Platz. Sie wurde 1860 angelegt und benannt nach einem Gewässer Widel (1159), das zum 1864 zugeschütteten Gewässer Dobben führte.

1861 bildete die Straße auf Höhe der Mendestraße eine platzartige Aufweitung, in die von Osten die Meinkenstraße einmündete.

## Geschichte
1849 wurden Gebiete vom Ortsteil Ostertor eingemeindet und die Bürger erhielten das volle Bürgerrecht von Bremen. Etwa 100 bis 150 Reihenhäuser wurden in den 1850er Jahren neu erbaut. Zwischen Am Dobben und der Adlerstraße befindet sich das Ensemble.
Die zwei- und dreigeschossigen Wohnhäuser mit Putzfassaden und Sattel- oder Walmdächern wurden ab um 1860 bis 1865 für eine Mittel- und auch Oberschicht in der Epoche des Historismus – aber oft unterschiedlich im Stil – gebaut. 
Der im Stadtteil häufig vorkommende Häusertyp Bremer Haus wurde in Bremen zwischen der Mitte des 19. Jahrhunderts und den 1930er Jahren errichtet. Charakteristisch sind das Souterrain als Tiefparterre, die tiefe Gebäudeform und der seitliche Eingang.
 
Die Häuser Nr. 45, 51, 59 und 60 weichen mit ihrem Mitteleingang davon ab, wobei Nr. 51 sich in der Gestaltung hervorhebt.
 
Nr. 59 und 60 zeigen ein spätklassizistisches Dekor.

Der Bauunternehmers Johann Bummerstedt baute für sich das villenartige von der Bauflucht abweichende Eckhaus, da früher hier ein kleiner Platz war.
Heute (2018) werden die Häuser für Wohnzwecke, aber auch als Büros und für Geschäfte genutzt. 2018 wurden die Eigentümer vom Wohnhaus Fedelhören 42 für ihre vorbildliche Sanierung des Hauses von der Deutschen Stiftung Denkmalschutz im Bremer Rathaus mit dem Bundespreis für Handwerk in der Denkmalpflege 2018 ausgezeichnet.

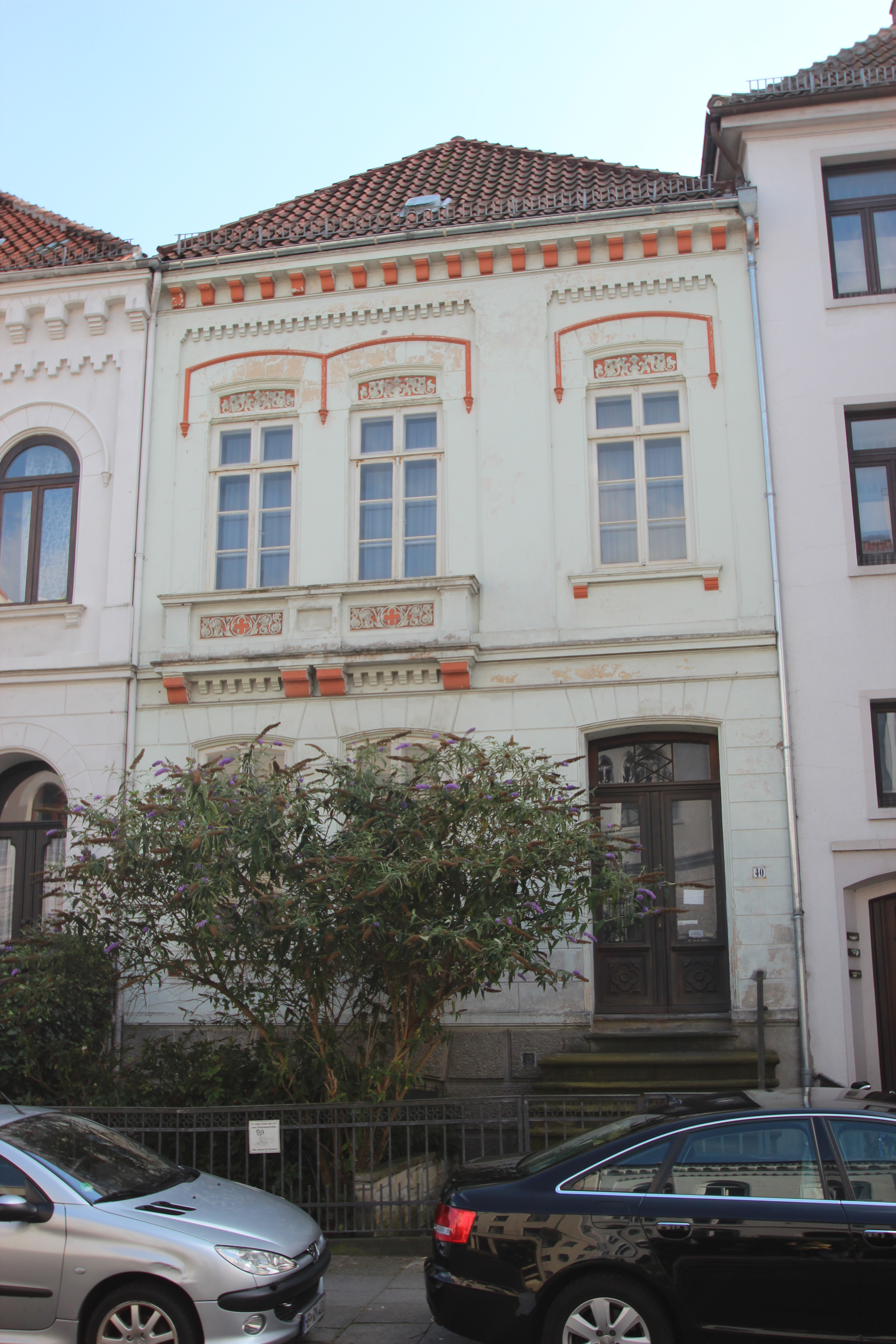
Nr. 40
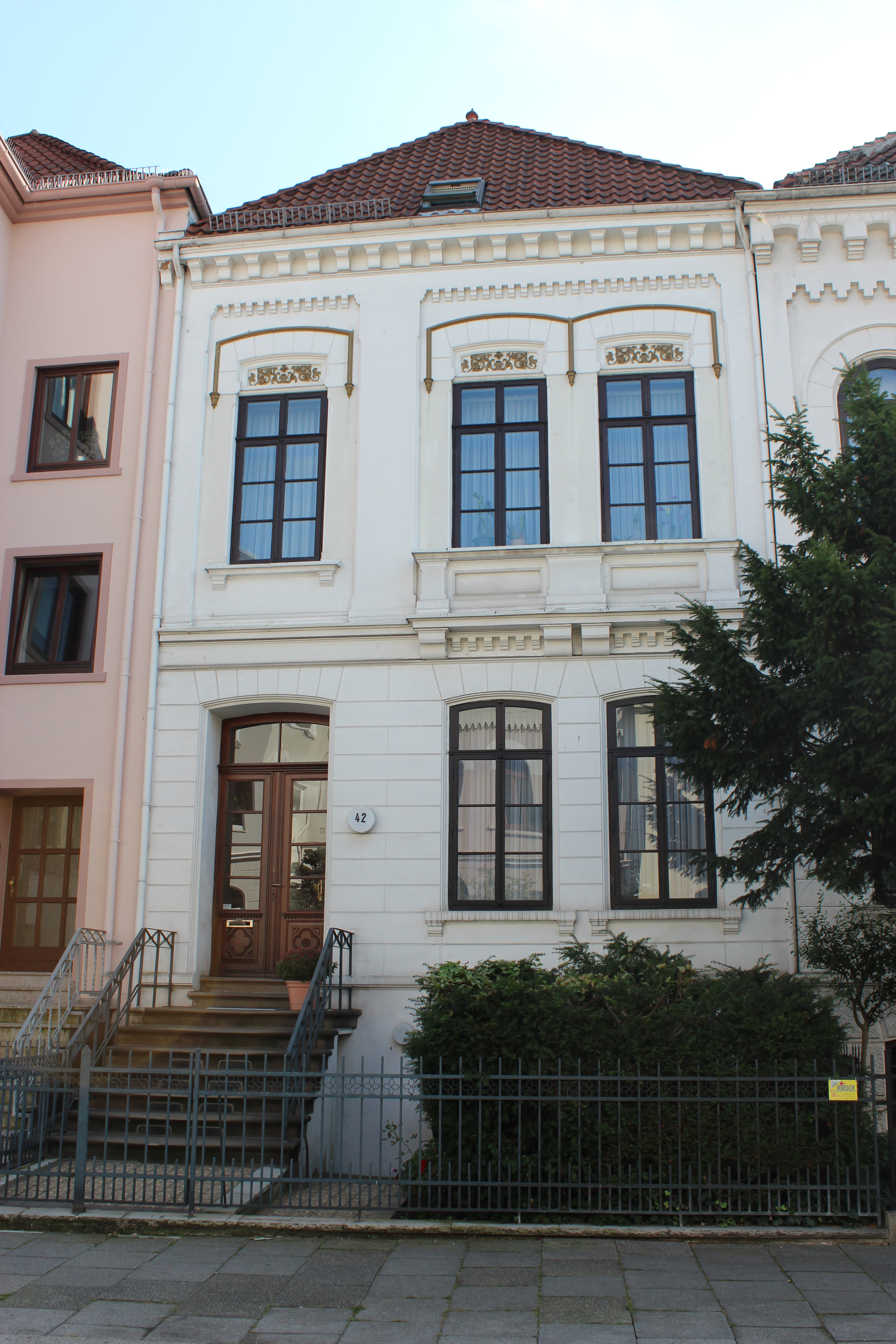
Nr. 42
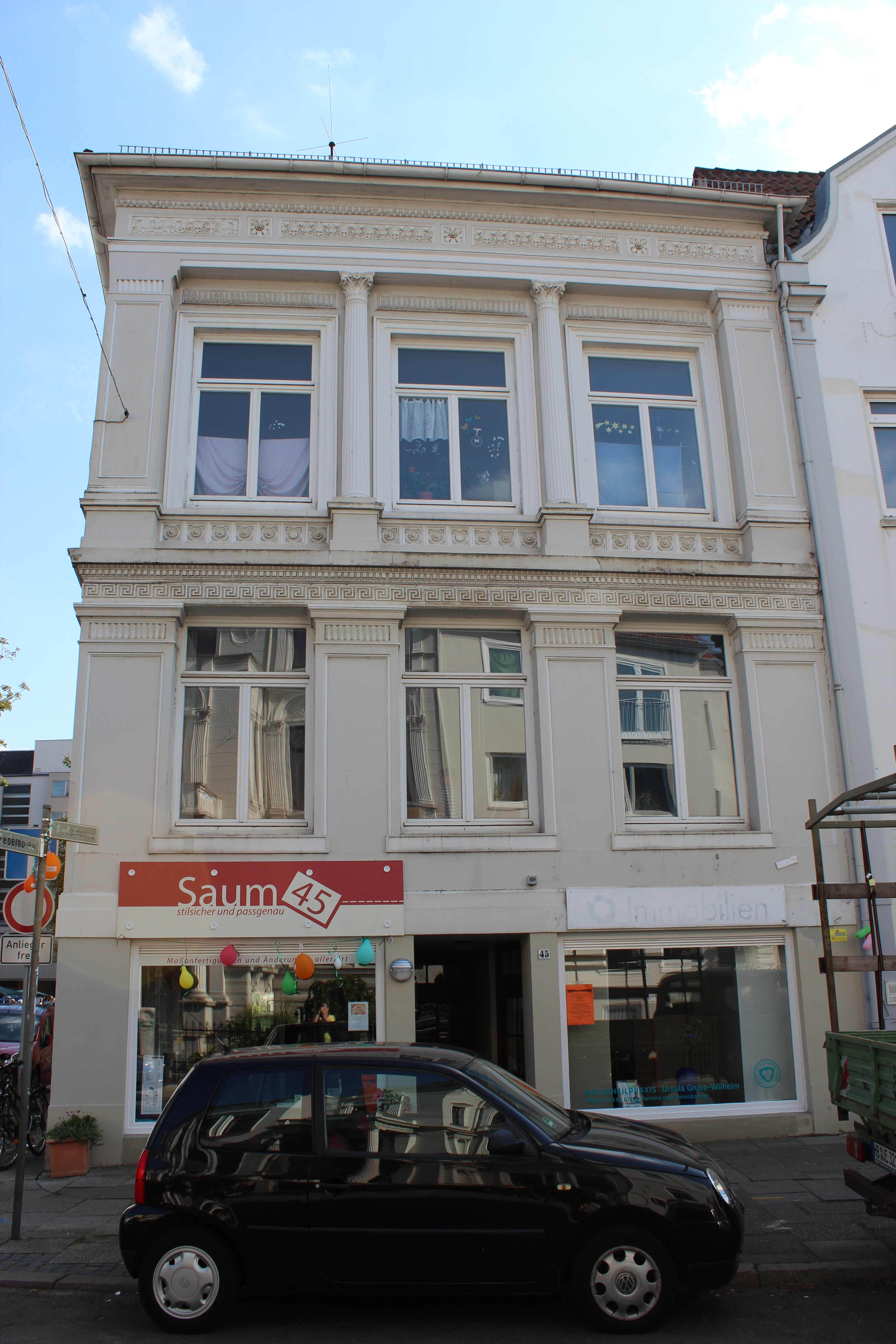
Nr. 45, Mitteleingang
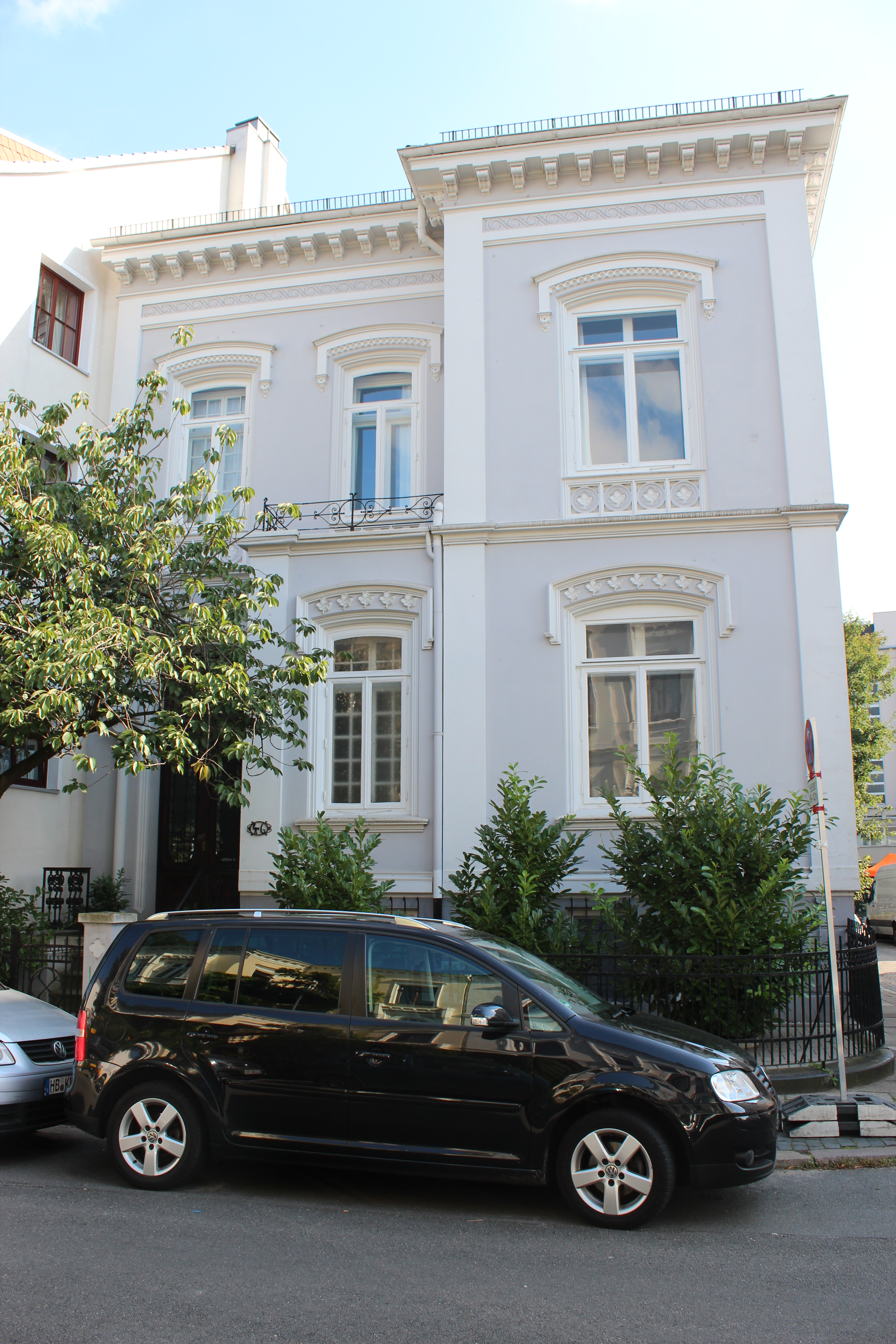
Nr. 46, Haus Bummerstedt
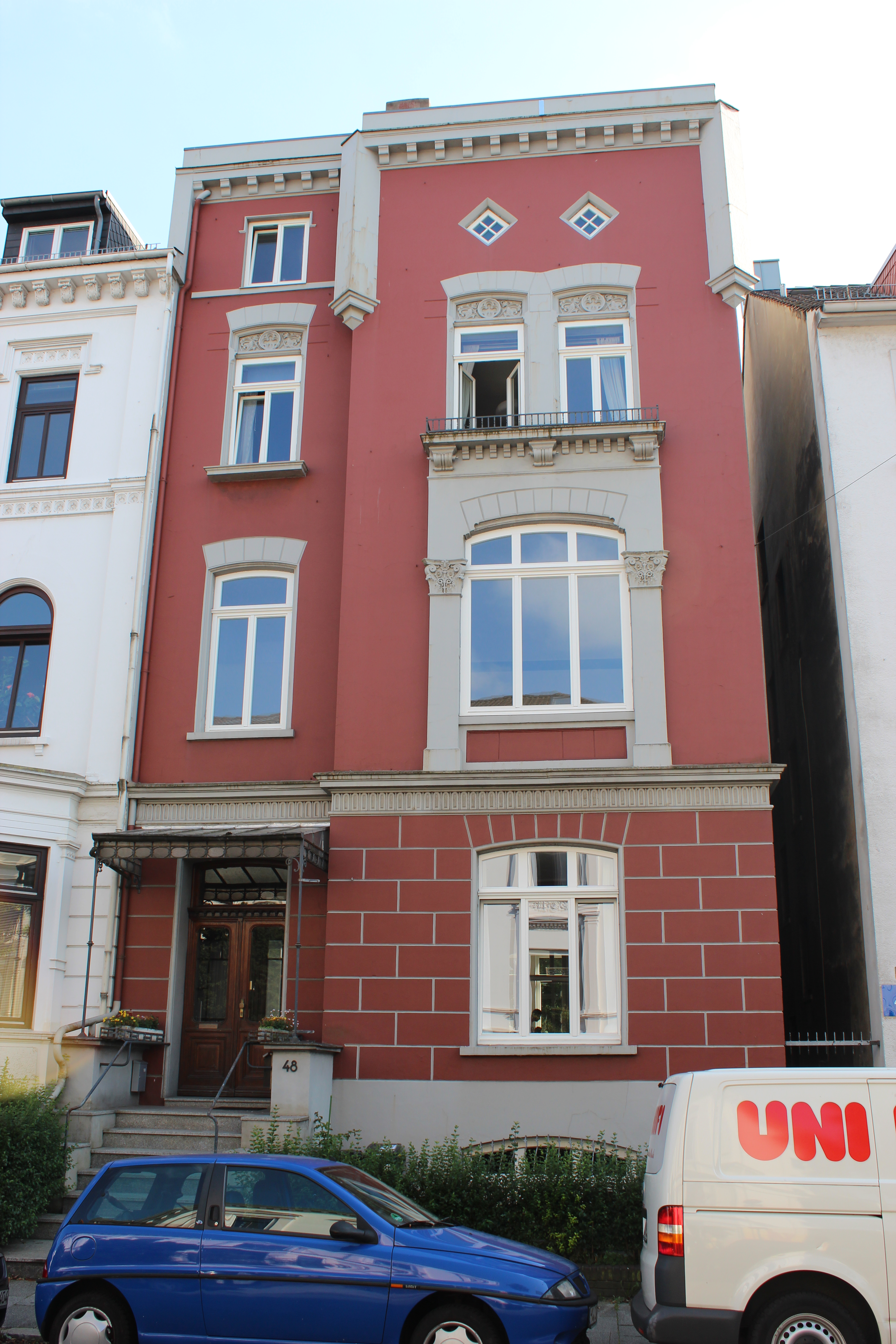
Nr. 48, 4-gesch.
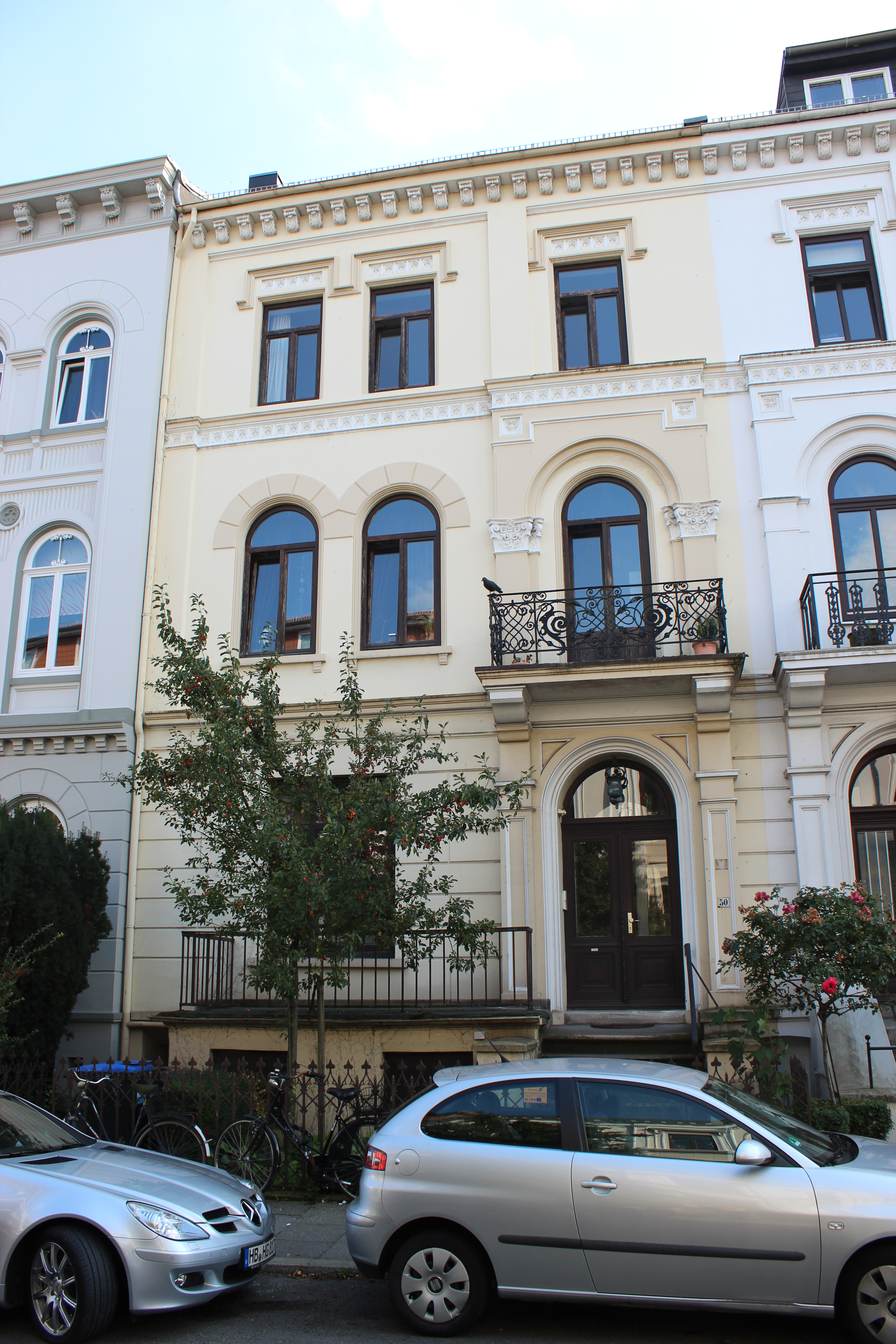
Nr. 50, 3-gesch.
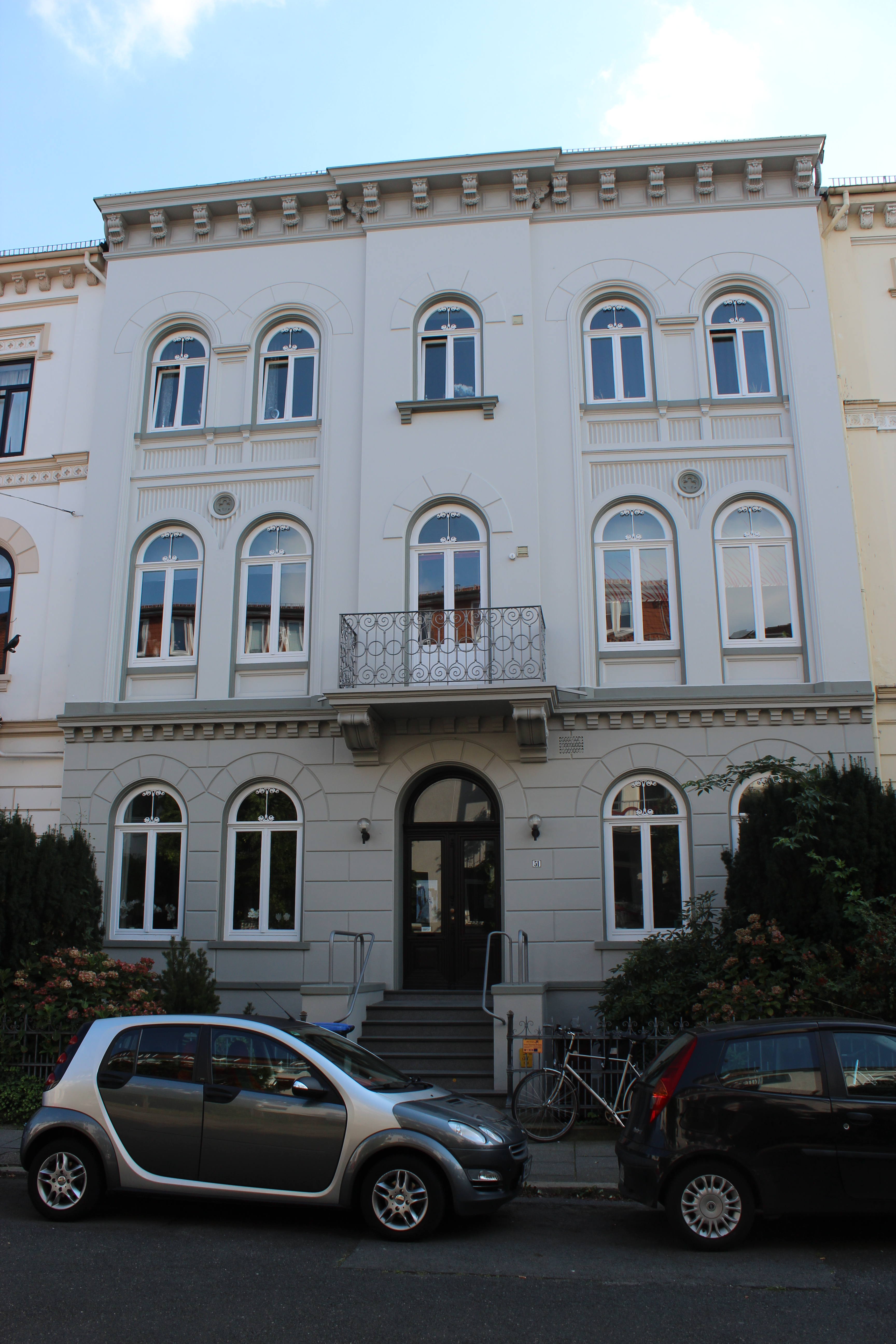
Nr. 51, 3-gesch.
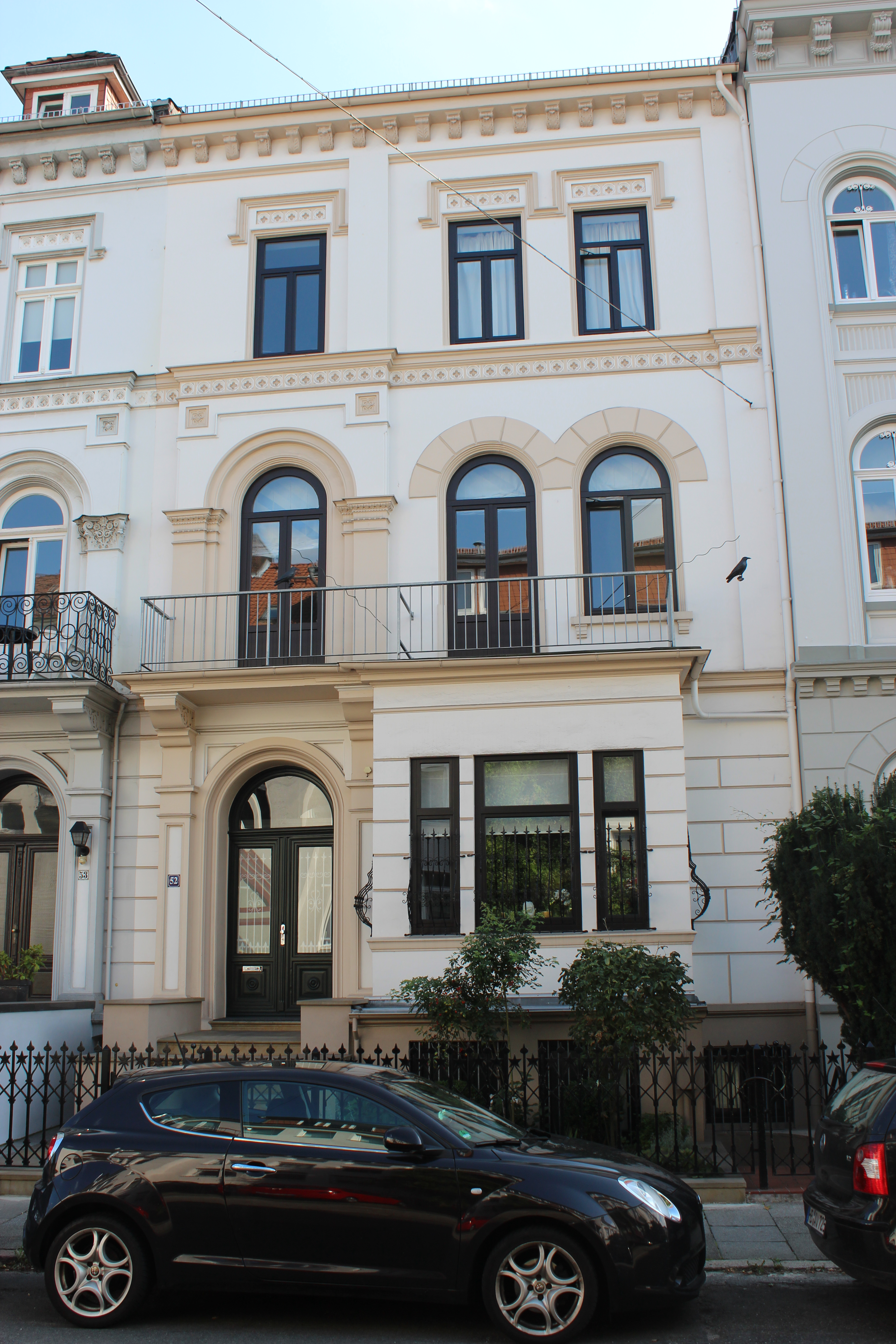
Nr. 52,
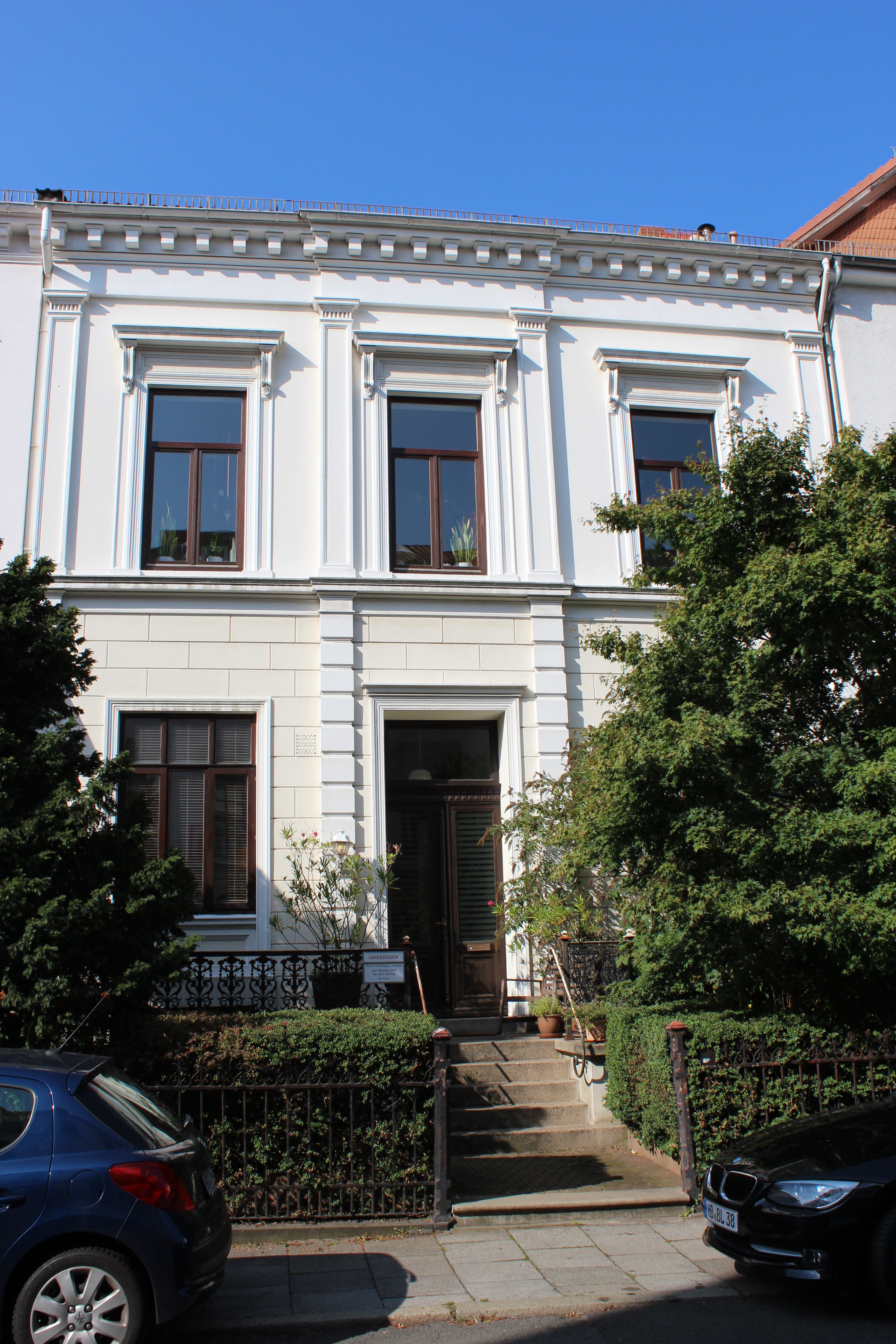
Nr. 59
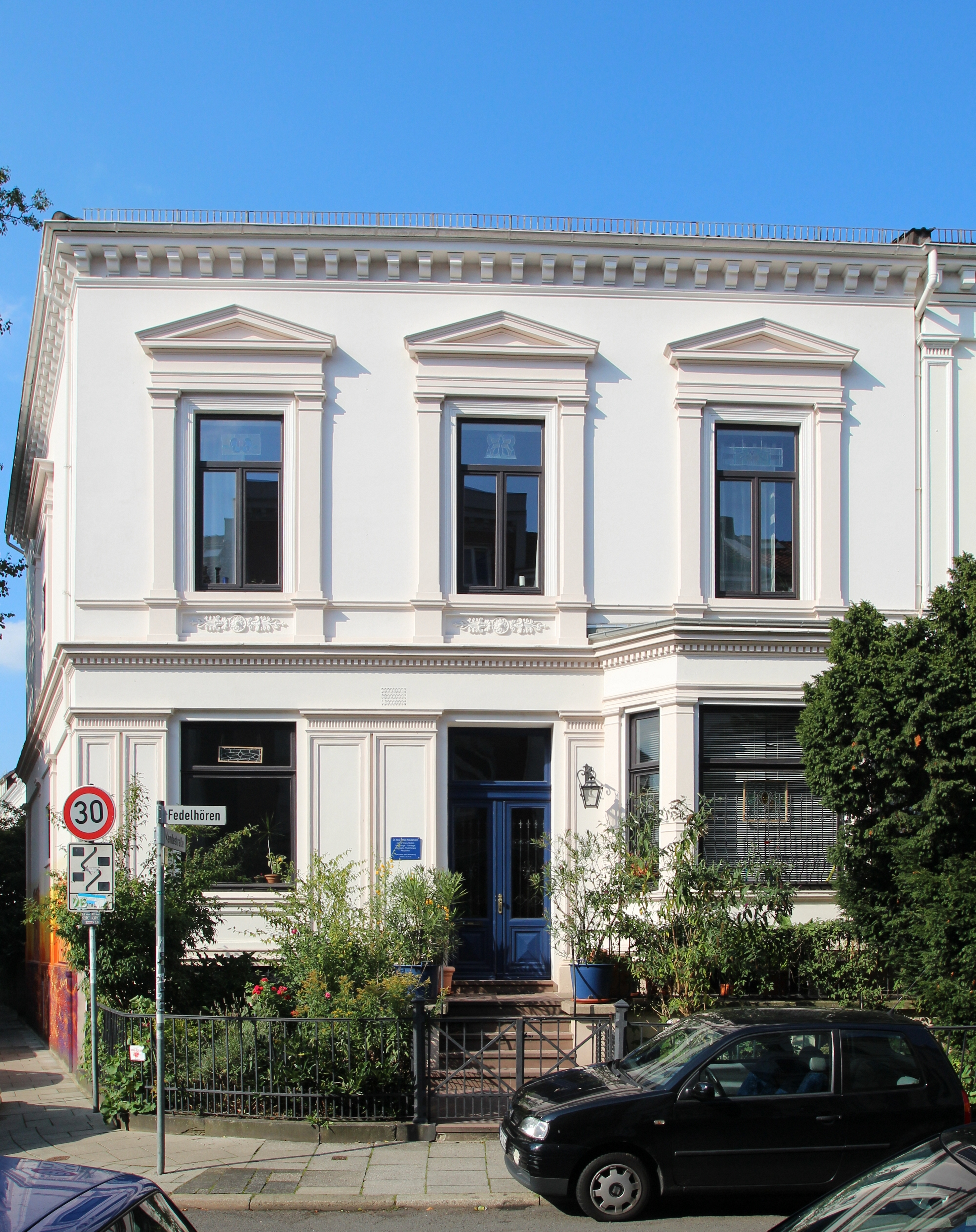
Nr. 60, Mitteleingang
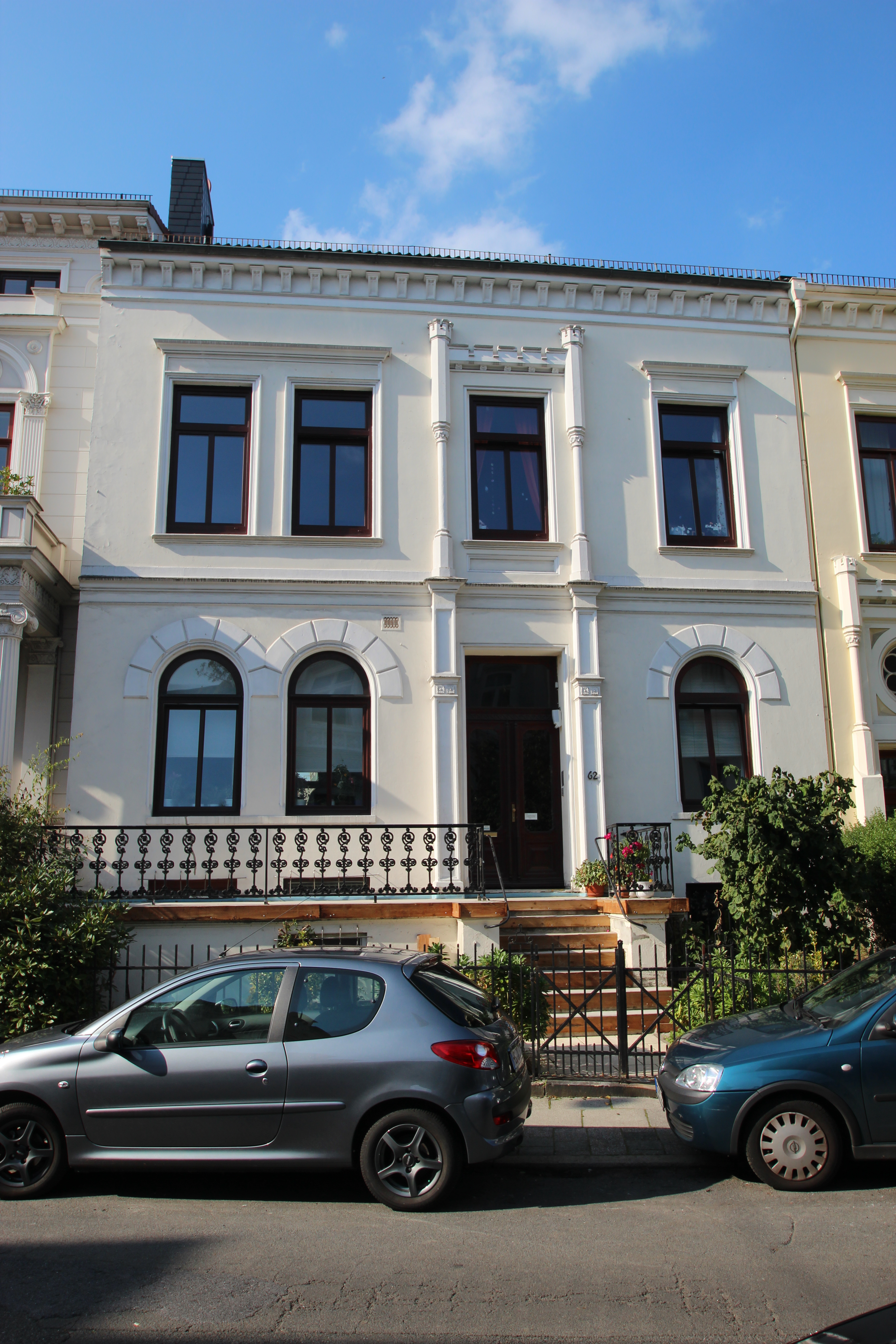
Nr. 62
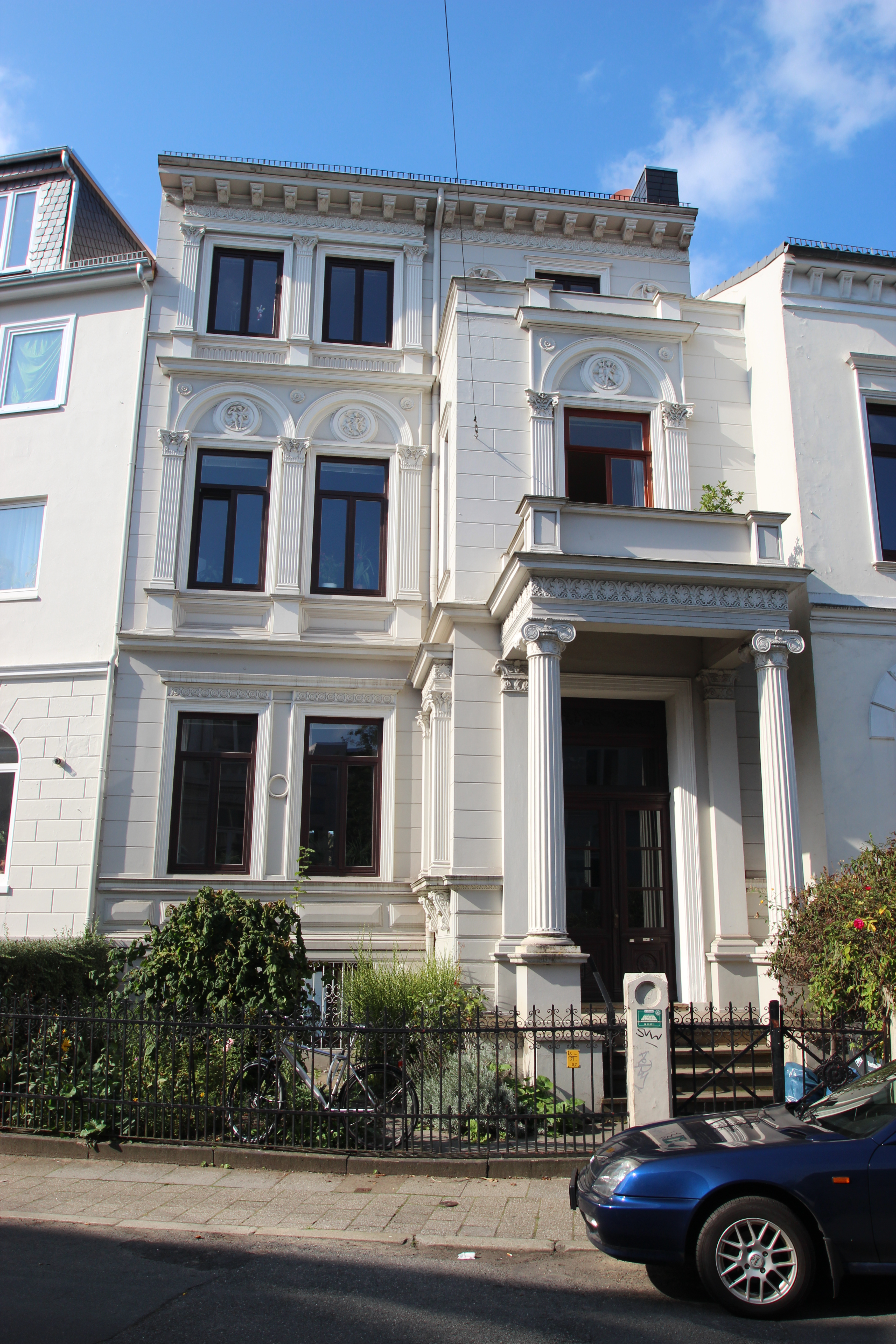
Nr. 63, 3-gesch.